# Weißensee (Germania)
Weißensee è una città di 3 604 abitanti della Turingia, in Germania.

Appartiene al circondario di Sömmerda.

## Geografia antropica

### Suddivisioni amministrative
Alla città di Weißensee appartengono le frazioni di Ottenhausen, Scherndorf e Waltersdorf.